# Pie Jesu (Boulanger)
Le Pie Jesu est une œuvre pour chant, quatuor à cordes, harpe et orgue composée par Lili Boulanger en 1918.

## Histoire
Il s'agit de la dernière œuvre de la compositrice, qu'elle dicte sur son lit de mort à sa sœur Nadia Boulanger. Malade depuis des années, Lili Boulanger devait mourir de tuberculose intestinale.
Cette œuvre a été vue comme « un requiem pour elle-même ». Le Pie Jesu est en effet une partie du requiem, rappelant notamment le Requiem de son professeur Gabriel Fauré. À la différence de plupart de ses œuvres vocales, en particulier son Psaume 130 : Du fond de l'abîme, cette œuvre montre une grande sobriété. Elle est écrite pour une seule voix et non pour un chœur. 

« C'est une musique à l'éloquence discrète, et à la fin, de sérénité pure : le chromatisme du début faisant place à une luminosité doucement diatonique qui suggère de façon émouvante une jeune compositrice en paix avec elle-même face à la maladie mortelle. »

En 1968, la pièce a été exécutée, en particulier, sous la direction de sa sœur aînée Nadia Boulanger. C'était un concert consacré à l'anniversaire de Lili, décédée en 1918.

## Création
L'œuvre est créée le 6 mars 1921 au Havre, salle de la Lyre havraise, lors d'un concert de la Société de propagande musicale (S.P.M.), « Séance Lili Boulanger — Pierre Menu, conférence donnée par Nadia Boulanger », avec Germaine Cernay (mezzo-soprano) et le quatuor à cordes de la S.P.M.. Elle est redonnée à Vanves le 6 mai 1921, paroisse Notre-Dame du Rosaire, par Mme Maurice Tremblay, Thérèse Hansen (harpe) et Nadia Boulanger (piano).
Le Pie Jesu est repris le 9 juin 1921, à Paris, salle Pleyel, lors d'une « Audition d'œuvres de Lili Boulanger précédée d'une causerie de Camille Mauclair », par Claire Croiza (mezzo-soprano), Cori Psichari (violon), Robert Debonnet (violon), Marcel Siohan (alto), Renée Hansen (violoncelle), Mlle R. Lénars (harpe) et Nadia Boulanger (piano), ainsi que le 27 mai 1921 à la Société des concerts du Conservatoire, par Marie Olénine d'Alheim et Nadia Boulanger. Puis le 17 mai 1923, salle du Conservatoire, lors d'une « Audition des envois de Rome des œuvres de Lili Boulanger », par l'orchestre de l'Opéra sous la direction d'Henri Busser, avec Claire Croiza et Nadia Boulanger à l'orgue, et le 2 avril 1926 par l'orchestre des Concerts Lamoureux, sous la direction de Paul Paray, avec Charles Panzéra, et Nadia Boulanger à l'orgue.

## Édition
La partition a été publiée par Durand en 1922,, avec une édition pour voix élevée (soprano), quatuor à cordes, harpe et orgue, en sol mineur (Durand, 1922, cotage D.&F. 10086) ainsi qu'une édition pour voix moyenne (mezzo-soprano), quatuor à cordes, harpe et orgue, en mi mineur (Durand, 1922, cotage D.&F. 10087).
Il existe aussi une réduction pour chant et orgue (édition A, voix élevée, Durand, 1924, cotage D.&F. 10322).

## Commentaires
Le Pie Jesu est d'une durée moyenne d'exécution de quatre minutes environ,.
Pour la musicologue Adélaïde de Place, la pièce, « pleine d'émotion[,] s'impose par sa touchante sensibilité, qu'augmentent encore la douceur de la voix de soprano (femme ou enfant) et le traitement des cordes avec sourdine ».
L'œuvre a été interprétée lors de la messe commémorative de la mort de Lili Boulanger à l'église de la Trinité à Paris chaque 15 mars jusqu'en 1998.

## Discographie
- Alain Fauqueur (soprano), Jean-Jacques Grünenwald (orgue), Orchestre de l'Association des Concerts Lamoureux, dir. Igor Markevitch (1958, EMI CDM 7 64281 2) (OCLC 496666374).
- Bernadette Greevy (contralto), Orchestre symphonique de la BBC, dirigé par Nadia Boulanger (enregistrement direct tenu le 30 octobre 1968, série BBC Legends ; il s'agissait d'un concert dédié au 50e anniversaire du décès de la compositrice, avec le requiem de Fauré).
- Isabelle Sabrié (soprano), Olivier Charlier (violon), Aude Perin Dureau (violon), Magali Demesse (alto), Raphaëlle Semezis (violoncelle), Francis Pierre (harpe), Éric Lebrun (orgue), dirigés par Émile Naoumoff, (1993, Naxos/Marco Polo).

## Au cinéma
C'est la musique du film de Bertrand Tavernier La Passion Béatrice (1987).